# Yoshihisa Yoshikawa
Yoshihisa Yoshikawa (n. 4 septembrie 1936, Fukuoka, Japonia – d. 12 octombrie 2019) a fost un trăgător de tir ce a reprezentat Japonia, medaliat olimpic. A participat la 4 ediții ale Jocurilor Olimpice (1960, 1964, 1968, 1972) în care a câștigat două medalii de bronz.